# 回憶之處
《回憶之處》（康瓦爾語 ：Le Kov）是著名威爾斯獨立流行女歌手關諾的第二張錄音室專輯，也是首張康瓦爾語錄音室專輯，發布日期爲2018年3月2日，曲風爲電音流行。與此同時，此乃是音樂史上，第二張全部是康瓦爾語歌曲的專輯。另外，該專輯推出了一隻雷射唱片版本以及一隻密紋唱片版本  。

## 關於專輯
久違樂壇四年，關諾終於推出名爲「回憶之處」（Le Kov）的新專輯。這張專輯錄製於2016年至2017年，在風格上，它比過往的專輯較爲豐富多彩，選用了一些新元素的曲風。另一方面，這是一張概念專輯，主要是勘探康瓦爾人的身份象徵，康和郡的神話和頌歌以及布立吞亞支語系的歷史。而整張專輯特別之處，是由於英國政府決定在2016年削減對康和語的資助，作爲少數流利運用康瓦爾語的關諾感到有責任完全用康瓦爾語完成其第二張專輯，用行動悍衛少數族群語言，亦令少數族群的創作空間發揮無盡可能性。
在2017年10月19日，關諾率先透露專輯標題和曲目，亦分享了封面及以康瓦爾語談及專輯理念的宣傳廣告，並宣布發售日期爲2018年3月2日。在2018年1月15日，關諾將歌曲「陸地與海洋 (Tir Ha Mor)」的音樂錄影帶，上傳到其YouTube頻道，在短短一個月錄得29,463點擊率。而歌曲「有沒有起司? (Eus Keus?)」的音樂錄影帶，在2018年3月20日亦上傳到其YouTube頻道。

## 曲目列表
| 曲序 | 曲名                                  | 作詞 | 作曲 | 編曲 | 時間長度 |
| ---- | ------------------------------------- | ---- | ---- | ---- | -------- |
| 1.   | 泣血淚 (Hi A Skoellyas Liv A Dhagrow) |      |      |      | 5:34     |
| 2.   | 陸地與海洋 (Tir Ha Mor)               |      |      |      | 4:10     |
| 3.   | 推波助瀾 (Herdhya)                    |      |      |      | 2:48     |
| 4.   | (Eus Keus?)                           |      |      |      | 4:59     |
| 5.   | 電腦 (Jynn-amontya)                   |      |      |      | 5:50     |
| 6.   | 緘默男子 (Den Heb Taves)              |      |      |      | 6:21     |
| 7.   | 在斜陽下的交通 (Daromres Y'n Howl)    |      |      |      | 3:16     |
| 8.   | 艾美魔茢嘉 (Aremorika)                |      |      |      | 3:10     |
| 9.   | 夢想 (Hunros)                         |      |      |      | 2:32     |
| 10.  | 最親愛的友伴 (Koweth Ker)             |      |      |      | 5:42     |

## 榜單排名
| 地方             | 排名 |
| ---------------- | ---- |
| 英國獨立專輯榜單 | 13   |
| 蘇格蘭專輯榜單   | 98   |

## 音樂錄影帶
- 陸地與海洋 (Tir Ha Mor)
- (Eus Keus?)